# Teofilacte (fill de Miquel I)
Teofilacte, en grec medieval Θεοφύλακτος, era el fill gran de l'emperador romà d'Orient Miquel I Rangabé (811-813) i el net, per part de la seva mare, de l'emperador Nicèfor I (802-811). Va ser nomenat coemperador pocs mesos després que el seu pare prengués el poder, però quan va caure, va ser tonsurat, castrat i exiliat a l'illa de Yassıada, una de les Illes dels Prínceps, on es va fer monjo amb el nom d'Eustraci.

## Biografia
Teofilacte va néixer del matrimoni de Miquel I Rangabé i Procòpia cap al 793. Segurament va ser el primer fill, però l'hagiografia escrita pel seu germà, el patriarca de Constantinoble Ignasi de Constantinoble no especifica si va néixer abans o després del seu germana Greorgo. Portava el nom del seu avi patern Teofilacte Rangabé, com volia la tradició de l'Imperi. També era el net, a través de la seva mare, de l'emperador Nicèfor I, que va arribar al poder derrocant Irene d'Atenes l'octubre del 802.
L'any 811, la batalla de Pliska contra els búlgars va comportar la mort de Nicèfor i va ser ferit molt greu el seu fill Estauraci. Miquel I va aprofitar aquesta situació per prendre el poder el 2 d'octubre. Per consolidar el seu poder, va repartir molts regals i va coronar la seva esposa com a Augusta el 12 d'octubre, i al seu fill Teofilacte com a coemperador el 25 de desembre, quan tenia al voltant dels 18 anys. Aquesta pràctica era habitual a l'Imperi Romà d'Orient per preparar al més aviat possible la successió i evitar, en certa manera, les revoltes.
A l'inici del seu regnat, Miquel I va enviar una ambaixada a Carlemany per confirmar la pau amb l'Imperi Carolingi. Va proposar, com a mostra d'aquesta pau, el matrimoni entre Teofilacte i una princesa franca, potser una filla de l'emperador carolingi. L'ambaixada va ser ben rebuda i encara que hi havia un tractat anomenat Pax Nicephori signat l'any 808 entre Carlemany i Nicèfor I, no es va consolidar el projecte d'unió matrimonial.
Fins a l'11 de juliol del 813, Teofilacte, encara que com a coemperador regnava al costat del seu pare, no apareix a les fonts. En aquesta data, Miquel I acabava de ser derrotat pels búlgars a la batalla de Versinicia i Lleó V l'Armeni va aprofitar l'ocasió per posar-se al front d'una revolta militar que el va derrocar. Miquel, juntament amb els seus fills, va trobar refugi a l'església de la Verge de Faros, on van ser tonsurats. Abans de fer-se monjos, tots van ser castrats perquè no poguessin aspirar a l'imperi i el nou emperador els va exiliar a l'illa de Yassıada, un lloc tradicional de desterrament dels pretendents o emperadors caiguts. Alguns cronistes posteriors com Joan Zonaràs o Joan Escilitzes també parlen d'aquest exili. Lleó V els passava uns diners anuals, ja que els havia confiscat els seus béns. Segons Teòfanes continuat, Teofilacte va adoptar el nom monàstic d'Eustraci i va morir cinc anys després que el seu pare, el 15 de gener del 849. Va ser enterrat al seu costat a l'illa de Yassıada. També diu que el seu cos (o el del seu pare), van ser traslladats més tard a un monestir conegut com a Tou Satyrou pel seu germà Ignasi.